# Meesterklasse
Die Meesterklasse ist die höchste Spielklasse im niederländischen Mannschaftsschach. Dieser gehören 10 Mannschaften an; gespielt wird an 10 Brettern.

## Organisationsform
Die 10 teilnehmenden Mannschaften spielen ein einfaches Rundenturnier, über die Endplatzierung entscheidet zunächst die Anzahl der Mannschaftspunkte (zwei Punkte für einen Sieg, ein Punkt für ein Unentschieden, kein Punkt für eine Niederlage), anschließend die Anzahl der Brettpunkte (ein Punkt für eine Gewinnpartie, ein halber Punkt für eine Remispartie, kein Punkt für eine Verlustpartie). Die beiden Letzten steigen in die Klasse 1 ab und werden durch die beiden Staffelsieger der Klasse 1 ersetzt. Ein Verein kann mit mehreren Mannschaft in der Meesterklasse vertreten sein, allerdings ist in diesem Fall jeder Spieler nur für eine dieser Mannschaften spielberechtigt.
Die Mannschaftsaufstellungen sind frei wählbar. Pro Wettkampf darf eine Mannschaft höchstens zwei Spieler einsetzen, die nicht Bürger eines EU-Landes sind, jedoch fallen Spieler, die mindestens fünf Jahre in Folge an der Niederländischen Mannschaftsmeisterschaft teilgenommen haben, nicht unter diese Beschränkung.
Die Bedenkzeit beträgt 120 Minuten für die ersten 40 Züge und 60 Minuten bis zum Partieende.

## Geschichte
Während der Titel des Niederländischen Mannschaftsmeisters bereits seit 1921 ausgespielt wird (unterbrochen in den Jahren 1943 bis 1945 aufgrund des Zweiten Weltkrieges), ist die Geschichte der Meesterklasse noch vergleichsweise jung. Diese wurde zur Saison 1996/97 als Nachfolger der Hoofdklasse eingeführt, wobei im Wesentlichen der Austragungsmodus der Hoofdklasse übernommen wurde. Bis zur Saison 2005/06 wurden die ersten vier Plätze in einem nach dem K.-o.-System durchgeführten Play-off ermittelt.

## Sieger der Meesterklasse
- 1997: De Variant Breda
- 1998: De Variant Breda
- 1999: De Variant Breda
- 2000: De Variant Breda
- 2001: De Variant Breda
- 2002: De Variant Breda
- 2003: De Variant Breda
- 2004: De Variant Breda
- 2005: De Variant Breda
- 2006: De Variant Breda
- 2007: Share Dimension Groningen
- 2008: HSG Hilversum
- 2009: HSG Hilversum
- 2010: HSG Hilversum
- 2011: HSG Hilversum
- 2012: Voerendaal Klimmen
- 2013: En Passant Bunschoten-Spakenburg
- 2014: En Passant Bunschoten-Spakenburg
- 2015: Charlois Europoort
- 2016: En Passant Bunschoten-Spakenburg
- 2017: Kennemer Combinatie
- 2018: Leidsch Schaakgenootschap
- 2019: Leidsch Schaakgenootschap
- 2020: vorzeitig abgebrochen
- 2022: Schaakstad Apeldoorn
- 2023: Schaakstad Apeldoorn
- 2024: Kennemer Combinatie
- 2025: Charlois Europoort